# فتح سیاره میمون‌ها
فتح سیاره میمون‌ها (به انگلیسی: Conquest of the Planet of the Apes) یک فیلم علمی تخیلی آمریکایی محصول سال ۱۹۷۲ به کارگردانی جی. لی تامپسون که توسط پل دن نوشته شده‌است. این چهارمین قسمت از سری فیلم‌های سیاره‌های میمون‌ها است که توسط آرتور پ جاکوبز تهیه شده‌است. بازیگران اصلی این فیلم رادی مک‌داول، دان مری و ریکاردو مونتالبان می‌باشند.